# Маяк барона Блісса
Маяк барона Блісса (англ. Baron Bliss Light) — маяк в місті Беліз. Збудований в 1885 році, він має фокальну площину 16 метрів і пофарбований у білий та червоний кольори. Названий на честь одного з найбільших благодійників Белізу, барона Блісса, який так ніколи й не зміг ступити на берег Белізу, але був вражений теплою гостинністю його мешканців. Блісс був моряком і рибалкою, який подорожував по всьому світу на борту яхти Король Морів (англ. Sea King). 9 березня 1926 барон Блісс помер, залишивши вказівки, що він повинен бути похований недалеко від моря в гранітній гробниці, обгородженій залізним парканом з маяком, побудованим поруч. Саме тому цей пам'ятник був побудований (в пам'ять про нього), а також у місці, де маяк стоїть нині.